# Greatest Hits III
«Greatest Hits III» — третий сборник хитов группы Queen, выпущен 8 ноября 1999 года. Альбом включает в себя «живые» выступления группы с другими музыкантами, начиная с 1992 года, смикшированные песни Queen и сольные хиты участников группы.

## Список композиций
1. «The Show Must Go On» (живое выступление с Элтоном Джоном)
2. «Under Pressure» ('Rah Mix', с Дэвидом Боуи)
3. «Barcelona» (записана Фредди Меркьюри и Монтсеррат Кабалье)
4. «Too Much Love Will Kill You»
5. «Somebody to Love» (живое выступление с  Джорджем Майклом)
6. «You Don't Fool Me»
7. «Heaven for Everyone»
8. «Las Palabras de Amor (The Words of Love)»
9. «Driven by You» (записана Брайаном Мэем)
10. «Living on My Own» (записана Фредди Меркьюри)
11. «Let Me Live»
12. «The Great Pretender» (записана Фредди Меркьюри)
13. «Princes of the Universe»
14. «Another One Bites the Dust» (ремикс Вайклефа Джина)
15. «No-One but You (Only the Good Die Young)»
16. «These Are the Days of Our Lives»
17. «Thank God It's Christmas»

## В записи участвовали
1. Фредди Меркьюри — вокал, клавишные
2. Джон Дикон — клавишные, бас-гитара
3. Роджер Тейлор — вокал, клавишные, ударные, перкуссия
4. Брайан Мэй — вокал, клавишные, гитара

## Чарты
| Чарт (1999)                   | Место |
| ----------------------------- | ----- |
| Austrian Top 75 Albums        | 2     |
| Belgium (Flanders) 100 Albums | 7     |
| Finnish Top 50 Albums         | 35    |
| French Compilations           | 9     |
| German Albums Chart           | 5     |
| Hungarian Top 40 Albums       | 7     |
| Netherlands Top 100 Albums    | 8     |
| New Zealand Top 40 Albums     | 24    |
| Norwegian Top 40 Albums       | 5     |
| Swedish Top 60 Albums         | 19    |
| Swiss Top 100 Albums          | 4     |
| UK Albums Chart               | 5     |